# استقیلا
اُستُقیلا به روایت شاهنامه نوهٔ افراسیاب بود، که در نبرد بزرگ که میان کیخسرو و افراسیاب درگرفت، در سپاه تورانیان جنگید. استقیلا در رویارویی با کیخسرو کشته شد. فردوسی در بیتی از شاهنامه، از وی چنین نام می‌برد:
| چون او بازگشت اُستُقیلا چو گَرد |  | بیامد که با شاه جوید نبرد |

## استقیلا در شاهنامه
آخرین نبرد سرنوشت ساز ایران و توران جنگ بزرگ کیخسرو است، این جنگ پس از جنگ دوازده رخ رویداد و افراسیاب با کشته شدن پیران متحد استراتژیک افراسیاب اینک خود وارد میدان نبرد گشته است. طبق متون، افراسیاب با لشکری عظیم از گنگ‌رود رود معروف مرزی گذشته وارد سرحدات ایران شده است. کیخسرو نیز با لشکری عظیم به مقابله او شتافته است. شروع کازار در اراضی ایران وقوع یافت امّا عقب نشینی تدریجی افراسیاب بطرف بخارا، گلزرّیون، چاچ و دیگر نقاط ناشناخته دور در آنسوی بلخ کیخسرو را مجبور ساخت برای دستگیری این متجاوز از رود گنگ عبور نماید. بار نخست رویارویی و چهره به چهره شدن افراسیاب و کیخسرو، او تاب مقابله با کیخسرو را نداشت بدین سبب گرسیوز، جهن، استقیلا افراسیاب را از مهلکه نجات دادند:
| دو شاه دو کشور چنین کینه‌دار |  | برفتند با خوار مایه سوار   |
| ندیدند گرسیوز و جهن روی     |  | که او پیش خسرو شود رزمجوی  |
| عنانش گرفتند و بر تافتند    |  | سوی ریگ آموی بشتافتند      |
| چنو بازگشت استقیلا چو گرد   |  | بیامد که با شاه جوید نبرد  |
| دمان شاه ایلا بپیش سپاه     |  | یکی نیزه زد بر کمرگاه شاه  |
| نبد کارگر نیزه بر جوشنش     |  | نه ترس آمد اندر دل روشنش   |
| چو خسرو دل و زور او را بدید |  | سبک تیغ تیز از میان برکشید |
| بزد بر میانش بدو نیم کرد    |  | دل برز ایلا پر از بیم کرد  |

استقیلا و شاه کشور ایلا هر دو به مقابله با کیخسرو شتافتند، حتا استقیلا هنگام رویارویی با کیخسرو نیزه‌ای بر کمر کیخسرو زد ولی به سبب جوشن محکم و مقاوم کیخسرو نیزه استقیلا بر او کارگر نشد همچنین کیخسرو وحشت یا دلهره نگرفت، با خونسردی حمله را دفع سپس شمشیر تیز از نیام کشید بر استقیلا ضربتی زد که شاه ایلا متورای شد. متن در این‌باره بسیار مبهم است گاهی دو نفر حریف کیخسرو هستند، گاهی هر دو نفر یک تن به نظر می‌رسند. احتمال اینکه استقیلا شاه ایلا باشد بسیار است.